# Janów (gmina Bełchatów)
Janów – wieś w Polsce położona w województwie łódzkim, w powiecie bełchatowskim, w gminie Bełchatów.
W latach 1954–1958 wieś należała i była siedzibą władz gromady Janów, po jej zniesieniu w gromadzie Grocholice. W latach 1975–1998 miejscowość należała administracyjnie do województwa piotrkowskiego.